# The Objective
The Objective és un diari digital espanyol, fundat el 2013, i exempt d'abonament. És una marca editorial de l'empresa The Objective Media. El nom és una al·legoria d'un objectiu fotogràfic i prové dels orígens fotoperiodístics del diari.

## Història
El mitjà va sorgir a finals de 2013, creat i fundat pel creatiu Joel Dalmau Burn i l'empresari Miguel Castellví Reus, com a projecte de la seva llançadora de projectes creatius, La Comunión. En els seus inicis, el mitjà divulgava 36 fotos noticiables i un apartat d'opinió anomenat El Subjetivo. El mitjà va comptar amb el periodista Toño Angulo Daneri per ser el seu primer director, sent aquest substituït després de pocs mesos pel també periodista i autor Itxu Díaz. El 2014, de la mà de la periodista Pilar García de la Granja, s'inaugura una nova secció anomenada The Luxonomist. Un any més tard, el març de 2015 The Luxonomist es va independitzar de The Objective per incorporar-se a Divinity. Al març de 2014, Paula Quinteros entra a l'accionariat de The Objective Media SL. com a accionista principal i al maig de 2016, va adquirir el 100% de les accions. El 2018, Quinteros ocupa el càrrec de consellera delegada. L'octubre de 2021 va anunciar que en la seva redacció hi hauria 34 periodistes. Al juliol de 2022 l'empresa editorial es va afiliar a CLABE, una associació d'espanyola de mitjans.
Al juny de 2022, el Reuters Institute for the Study of Journalism va reportar que The Objective comptava amb 50 periodistes. Al juliol, la Federació d'Associacions de Ràdio i Televisió d'Espanya va anunciar que The Objective era un diari "de mida mitjana," i la seva principal audiència eren persones d'entre 35 i 55 anys, i a l'agost, segons Quinteros, publicava opinió d'Alberto Olmos, Félix de Azúa, i Fernando Savater, entre d'altres.
A finals d'agost del 2022, El Confidencial Digital, referenciant xifres de GfK, va anunciar que The Objective havia caigut al segon lloc en audiència entre el que el primer va anomenar els "nous mitjans nascuts el 2021".